# Wola Adamowa
Wola Adamowa – wieś w Polsce położona w województwie kujawsko-pomorskim, w powiecie włocławskim, w gminie Chodecz.
| SIMC    | Nazwa     | Rodzaj    |
| ------- | --------- | --------- |
| 1033770 | Papiernia | część wsi |
| 1033830 | Pustki    | część wsi |

W latach 1975–1998 miejscowość administracyjnie należała do województwa włocławskiego. Według Narodowego Spisu Powszechnego (III 2011 r.) liczyła 151 mieszkańców. Jest jedenastą co do wielkości miejscowością gminy Chodecz.